# Lubowo Wąskotorowe
Lubowo Wąskotorowe – zlikwidowany przystanek stargardzkiej kolei wąskotorowej w Lubowie, w województwie zachodniopomorskim, w Polsce. Przystanek został zlikwidowany w 1959 roku.